# Stigbergs-Lasse

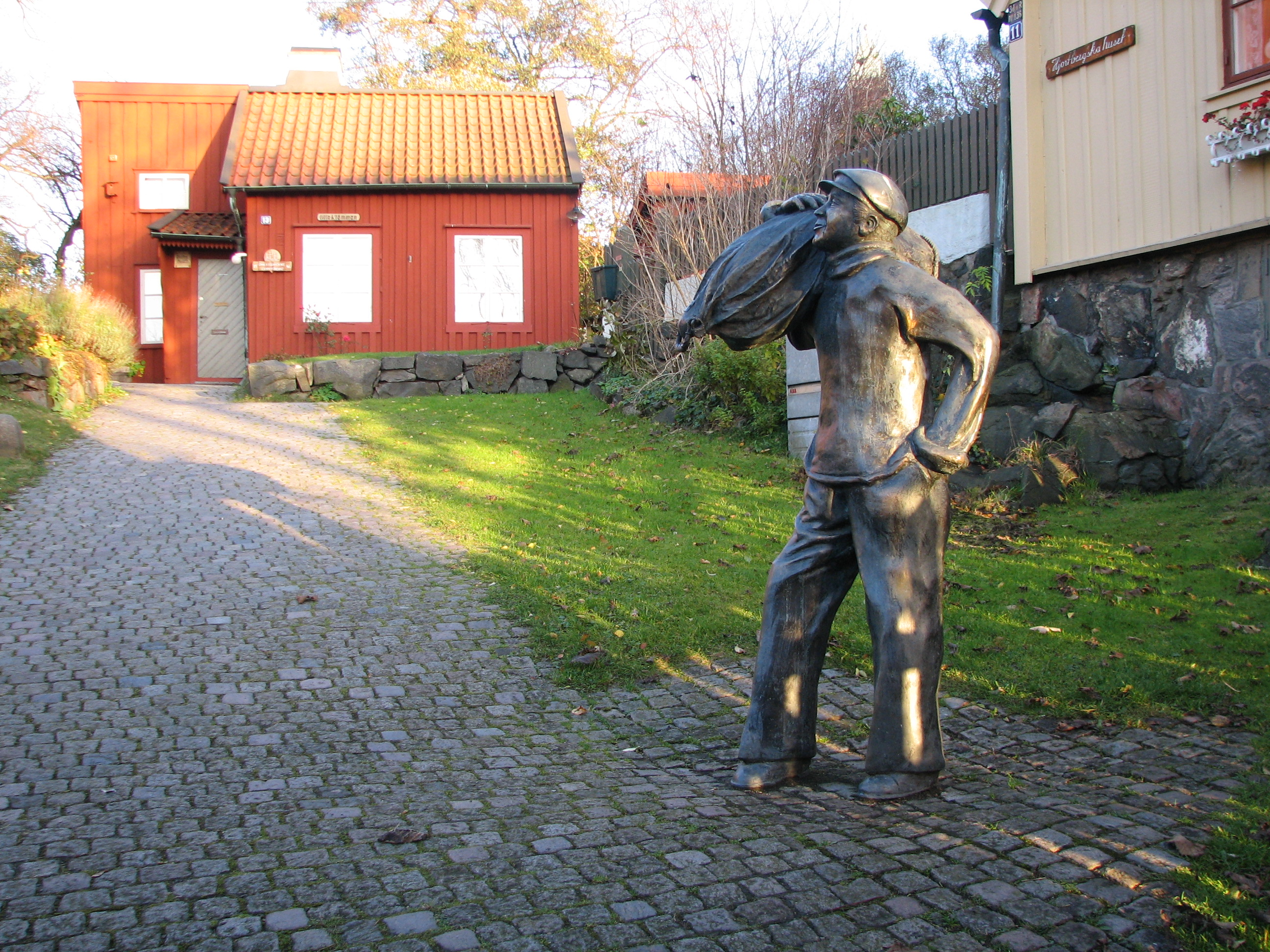
Stigbergs-Lasse.

Stigbergs-Lasse, eller Sjömannen, är en staty i brons utförd av Eino Hanski, placerad längst upp på Pölgatan i Gathenhielmska kulturreservatet i Majorna, Göteborg. Den avtäcktes den 1 september 1996.
Initiativtagare till konstverket var Kulturminnesföreningen Gatenhielm och det bekostades av Charles Felix Lindbergs donationsfond. Det föreställer en sjöman med en säck på axeln, nyss hemkommen från en seglats. Stigbergs-Lasse, titelfiguren i  Stigbergs-Lasses visor av Anders Wällhed, gav konstnären Eino Hanski inspiration till statyn. Han bodde själv under flera år vid Pölgatan.  